# بوریس تاسلیتزکی
بوریس تاسلیتزکی (انگلیسی: Boris Taslitzky; ۳۰ نوامبر ۱۹۱۱ – ۹ دسامبر ۲۰۰۵) نقاش اهل فرانسه بود.
بوریس گرایش به چپ داشت و بیشتر به خاطر تصاویر متحرک خود از برخی لحظات سخت در تاریخ قرن بیستم شناخته شده‌است. کار او به عنوان نماینده واقع‌گرایی سوسیالیستی در هنر فرانسه است.
او در ۹ دسامبر ۲۰۰۵ درگذشت و مقبره وی در گورستان مون‌پارناس، پاریس است.

## جوایز
وی همچنین برندهٔ جوایزی همچون لژیون دونور (شوالیه) شده‌است.